# Pitcairnia attenuata
Pitcairnia attenuata är en gräsväxtart som beskrevs av Lyman Bradford Smith och Robert William Read. Pitcairnia attenuata ingår i släktet Pitcairnia och familjen Bromeliaceae. Inga underarter finns listade i Catalogue of Life.